# Ringleben (Sömmerda)
Ringleben est une commune allemande de l'arrondissement de Sömmerda, Land de Thuringe.

## Géographie
Ringleben se situe sur la Gera.
| Gebesee     | Henschleben |                 |
| Andisleben  | Ringleben   | Haßleben        |
| Walschleben |             | Riethnordhausen |

Ringleben se trouve sur la ligne de Wolkramshausen à Erfurt.

## Histoire
Ringleben est mentionné pour la première fois sous le nom de Ringelebo au début du IXe siècle dans un répertoire des biens de l'abbaye d'Hersfeld. Le château-fort est détruit en 1290 par le roi Rodolphe.
Pendant la Seconde Guerre mondiale, entre 25 et 45 prisonniers de guerre et hommes et femmes de Pologne, d'Ukraine, de France et de Russie sont contraints à des travaux agricoles.